# Otto Schrøder
Johan Otto Schrøder (født 2. september 1875 i København, død 12. juni 1941 smst) var en dansk skolemand, sløjdskoleforstander og til sidst præst ved Blågårdskirken i København.
Otto Schrøder blev cand.theol. i 1900 og kastede sig dernæst over lærergerningen, hvad der tidligere ikke var usædvanligt, da teologi var den dominerende uddannelse på universitetet. Først var han i to år lærer på Rungsted Kostskole, og så blev han inspektør ved Hesselager Kostskole ved Svendborg. I 1908 blev han inspektør ved »Samfundet og Hjemmet for Vanføre«.
Schrøder underviste også i sløjd, og hans store interesse for sløjd fremgår af en række artikler, han skrev i »Meddelelser fra Dansk Sløjdforening«, og efterfølgende var han forstander for Dansk Sløjdlærerskole 1910-12. Derefter valgte han at forlade lærergerningen og bruge sin uddannelse som teolog. I Dansk Sløjdlærerforenings medlemsfortegnelser for bl.a, 1912 og 1924 er Otto Schrøder med. 
I 1912 blev han residerende kapellan ved Blågårdskirken, hvor han ydede et opofrende arbejde i forbindelse med rejsningen af den nye kirkebygning, og han var en flittig sjælesørger, der tog sig af dem i menigheden, der havde behov. Han var i sognet i 28 år og huskes som stærkt indremissionsk, hvor menigheden var mere grundtvigiansk præget. Han var ugift og boede Wesselsgade 13.
Han var et virksomt medlem i bestyrelsen for Sudanmissionen.

## Henvisning
- Årsskrift 2006 for Nørrebro Lokalhistoriske Forening og Arkiv: Rids af Blågårdskirkens tilblivelseshistorie af Svend Hovard. Side 18 ff.
- Nekrolog i Dansk Skolesløjd #4, 1941, p.88f